# Траве (Болгарія)
Тра́ве (болг. Траве) — село в Смолянській області Болгарії. Входить до складу общини Баніте.

## Населення
За даними перепису населення 2011 року у селі проживали 44 особи.
Національний склад населення села:
| Національність   | Кількість осіб | Відсоток |
| ---------------- | -------------- | -------- |
| болгари          | 22             | 81,5%    |
| не визначились   | 4              | 14,8%    |
| Всього відповіли | 27             |          |

Розподіл населення за віком у 2011 році:
Динаміка населення: